# Wadsworth Atheneum
El Wadsworth Atheneum és un museu públic d'art situat a Hartford, capital de l'estat de Connecticut. Situat en un edifici neogòtic, és el museu d'art més antic dels Estats Units, i disposa d'una significativa col·lecció de pintures impressionistes franceses i americanes, paisatges de l'Escola del riu Hudson, obres primes modernistes i obres contemporànies, així com de col·leccions de mobiliari nord-americà i arts decoratives.
El museu exhibeix obres de Pierre Bonnard, Paul Cézanne, Salvador Dalí, Jacques-Louis David, Eugène Delacroix, Edouard Manet, Claude Monet, Pablo Picasso, Camille Pissarro, Pierre-Auguste Renoir, Henri de Toulouse-Lautrec, o Vincent Van Gogh entre d'altres.